# 悪魔で候
『悪魔で候』（あくまでそうろう）は、高梨みつばによる日本の少女漫画作品。『別冊マーガレット』（集英社）にて1999年1月号から2002年8月号まで連載された。単行本は全11巻、文庫版全7巻。

## あらすじ
両親の再婚により義理の姉弟になった2人が恋愛関係となり、様々な障害を乗り越えて結ばれる物語。
高校2年生の斉藤茅乃は、好きな人にラブレターを渡そうとして間違えて知らない男子に渡してしまう。彼は、学校の理事長の息子で、手の付けられない問題児ばかりが集められた1年8組の江戸川猛で、ラブレターのことを言わない代わりに自分の下僕になれと脅される。悪魔のような猛に逆らえず、仕方なく言うことを聞く茅乃だったが、間もなくして、猛が茅乃の母親の再婚相手の息子で、自分の義弟になることが分かる。

## 登場人物

### 主人公とその家族
斉藤 茅乃（さいとう かやの）
主人公。高校2年生。8年前に父親を亡くし、母と2人暮らし。上条へのラブレターを猛へ渡し間違えた上、猛から下僕扱いされる。母親の再婚が決まり、猛が義弟となる。上条への気持ちは恋に恋する幻想だったと気付き、猛への想いを自覚する。
江戸川 猛（えどがわ たける）
高校1年生。理事長を父に持つが、校内の問題児ばかりが集められた8組の中心的存在。やられたら万倍返しがモットー。再婚が決まった際、茅乃がどんな人物なのか父親にしつこく聞いた。
斉藤 時子（さいとう ときこ）
茅乃の母親。38歳。パート先の弁当屋の常連客だった江戸川と再婚する。
江戸川 守（えどがわ まもる）
茅乃らが通う高校の理事長。42歳。猛が5歳の時に妻が家を出ていきバツイチ。時子と再婚する。掃除が好きで、暇さえあれば用務員の格好をして掃除をしている。猛を溺愛する。
江戸川 光（えどがわ ひかる）
時子と守の息子で、茅乃と猛の弟。茅乃に非常に懐いており、茅乃を泣かせる猛を敵視する。

### 学校関係者
上条 優一（かみじょう ゆういち）
茅乃のクラスメイト。バスケ部キャプテン。茅乃のことが好きだったが、正式に付き合う前に茅乃の気持ちが猛へ傾いていってしまい、失恋してしまう。
春川（はるかわ）
茅乃の親友。あだ名はハル。茅乃と上条の恋を応援していたが、茅乃が猛を好きになり、失恋した上条を好きになる。
魚住 陽平（うおずみ ようへい）
1年8組。猛の幼なじみ。中学時代まで太っていて、入っていたバスケ部ではボールに触らせてもらえず、顧問に「いるだけ無駄だ」と吐き捨てられ、猛が顧問を殴り、退部させられるきっかけとなった。リカのことが好き。
諸星 リカ（もろぼし リカ）
猛の幼なじみ。プライドが高く、虚勢を張る性格上、中学時代はいじめに遭い、いつも猛に助けられていた。猛を様付けで呼ぶほど好いており、そばにいるためにバスケ部のマネージャーになったり、猛に助けてもらうために依頼してリンチをさせていた。
椎名（しいな）
譲の叔父。学校の教員。理事長とは意見がよく対立する。
藤田 慎之介（ふじた しんのすけ）
茅乃が3年に進級時の新任教師。中学教師だった茅乃の父の教え子で、茅乃の初恋相手。

### その他
園川 譲（そのかわ ゆずる）
猛の2歳年下の弟。幼い頃から病弱で母親が付きっきりだったため、母の愛情を欲した猛に階段から突き落とされ、怪我を負った。両親の離婚後は母親に引き取られた。中学校では、誰も手を付けられないほど荒れていた「あの」猛の弟だと信じてもらえず、いじめられ、不登校が多くなっている。
西園寺 留美（さいおんじ るみ）
猛の見合い相手。猛に冷たくあしらわれるが、茅乃に慰められ、通っていたお嬢様学校から猛の学校に転入してくる。
園川 美津子（そのかわ みつこ）
猛と譲の母親。経済力のなさと猛を跡継ぎとして残したい江戸川家の事情を理由に、譲しか引き取ることが出来なかったことを後悔し続けている。離婚後に服飾の勉強を始め、現在は仕事が軌道に乗り、イタリアで店を出せる夢が叶うことになり、猛をイタリアへ誘う。
室越 蓮（むろごし れん）
3年時の上条のクラスメイトで、中学時代の同級生。惚れっぽい性格。夏期講習では茅乃と同じクラス。

## 書誌情報
- 高梨みつば 『悪魔で候』
  - 集英社〈マーガレットコミックス〉 全11巻
    1. 1999年07月発売[1]、ISBN 4-08-847094-X
    2. 1999年11月発売[2]、ISBN 4-08-847145-8
    3. 2000年03月発売[3]、ISBN 4-08-847199-7
    4. 2000年07月発売[4]、ISBN 4-08-847251-9
    5. 2000年11月発売[5]、ISBN 4-08-847307-8
    6. 2001年04月発売[6]、ISBN 4-08-847365-5
    7. 2001年08月発売[7]、ISBN 4-08-847409-0
    8. 2001年12月発売[8]、ISBN 4-08-847456-2
    9. 2002年04月発売[9]、ISBN 4-08-847498-8
    10. 2002年07月発売[10]、ISBN 4-08-847533-X
    11. 2002年12月発売[11]、ISBN 4-08-847583-6
      - 「翔べる兎」（『別冊マーガレット』2002年10月号）収録

  - 集英社〈集英社文庫（コミック版）〉 全7巻
    1. 2008年2月15日発売[12]、ISBN 978-4-08-618693-3
    2. 2008年2月15日発売[13]、ISBN 978-4-08-618694-0
    3. 2008年4月18日発売[14]、ISBN 978-4-08-618695-7
    4. 2008年4月18日発売[15]、ISBN 978-4-08-618696-4
    5. 2008年5月16日発売[16]、ISBN 978-4-08-618697-1
    6. 2008年5月16日発売[17]、ISBN 978-4-08-618698-8
    7. 2008年6月18日発売[18]、ISBN 978-4-08-618699-5
- 『悪魔で候 高梨みつばイラスト集』2003年1月 ISBN 4-08-855098-6[19]

## 台湾ドラマ版「悪魔で候〜惡魔在身邊〜」
『悪魔で候〜惡魔在身邊〜』は台湾のテレビドラマ。2005年6月26日から9月18日まで中国電視公司で放送された。日本では2007年6月12日から2007年10月23日までBS日テレ・テレビ埼玉などで放送された。

### エピソード・サブタイトル
全20話
| 各話   | サブタイトル           | 放送日         |
| ------ | ---------------------- | -------------- |
| 第1話  | 悪魔の出現             | 2007年6月12日  |
| 第2話  | 衝撃のキス             | 2007年6月19日  |
| 第3話  | 本当の優しさ           | 2007年6月26日  |
| 第4話  | 赤い傘の賭け           | 2007年7月3日   |
| 第5話  | 曲がった愛             | 2007年7月10日  |
| 第6話  | そばにいてほしい人     | 2007年7月17日  |
| 第7話  | 新たなる強敵           | 2007年7月24日  |
| 第8話  | 幸せのカタチ           | 2007年7月31日  |
| 第9話  | 過去の傷               | 2007年8月7日   |
| 第10話 | 運命の対抗戦           | 2007年8月14日  |
| 第11話 | クリスマスのかくれんぼ | 2007年8月21日  |
| 第12話 | 初恋の人               | 2007年8月28日  |
| 第13話 | 波乱の合宿             | 2007年9月4日   |
| 第14話 | 素敵な思い出           | 2007年9月11日  |
| 第15話 | 誓いの指輪             | 2007年9月18日  |
| 第16話 | 大切な人               | 2007年9月25日  |
| 第17話 | 極限                   | 2007年10月2日  |
| 第18話 | 決闘                   | 2007年10月9日  |
| 第19話 | 決断                   | 2007年10月16日 |
| 第20話 | 悪魔の旅立ち           | 2007年10月23日 |

### キャスト
| 役名                  | 俳優名                          |
| --------------------- | ------------------------------- |
| 江戸川猛 （江猛）     | 賀軍翔 （マイク・ハー）         |
| 斉藤茅乃 （斉悦）     | 楊丞琳 （レイニー・ヤン）       |
| 上条優一 （尚源伊）   | 王傳一 （ワン・チュアンイー）   |
| 春川恭子 （晴紫）     | 蔡斐琳 （エリ・ツァイ）         |
| 渡辺菜都香 （小彩）   | 傅小芸 （フー・シャオイー）     |
| 江戸川守 （江友暉）   | 何篤霖 （ハー・デゥーリン）     |
| 斉藤時子 （黄雪薇）   | 戈偉如 （ガー・ウェイルー）     |
| 魚住陽平 （于陽平）   | 増山裕紀                        |
| 諸星リカ （辛莉香）   | 范筱梵 （ファン・シャオファン） |
| 園川譲 （袁川譲）     | 曾少宗 （フィガロ・ツェン）     |
| 猛祖母 （江奶奶）     | 唐琪 （タン・チー）             |
| 山本順一 （郭凱）     | 元駿豪 （ユェン・ジュンハオ）   |
| 戸葉一郎 （野狼）     | 黄星綸 （ファン・シンロン）     |
| 鈴木雅行 （鈴木）     | 蔡襦鋕                          |
| 藤田慎之介 （田思慎） | 呉中天 （マット・ウー）         |
| 西園寺留美 （劉美蒂） | 王凱蒂 （キャサリン・ワン）     |

### スタッフ
- 原作 - 高梨みつば「悪魔で候」（集英社マーガレットコミックス）
- 監督 - 林合隆（リン・ハーロン）
- プロデューサー - 柴智屏（アンジー・チャイ）、王傳仁

### 主題歌
オープニングテーマ
『Jerk/臭男人』
歌 - 黄義達（YiDA/イーダ）
エンディングテーマ
『曖昧』
歌 - 楊丞琳（レイニー・ヤン）

### ソフトウェア

#### DVD
販売元はエスピーオー
- 「悪魔で候 DVD-BOX」（2007年11月28日）

### 日本国内放送局
| 放送地域   | 放送局           | 放送期間                       | 放送日時                                                               | 放送系列       |
| ---------- | ---------------- | ------------------------------ | ---------------------------------------------------------------------- | -------------- |
| 日本全域   | 衛星劇場         | 2006年10月1日 - 2007年2月11日  | 毎週日曜 11時00分ほか                                                  | CS放送         |
| 日本全域   | BS日テレ         | 2007年6月12日 - 10月23日       | 毎週水曜 21時00分 - 21時54分                                           | BS放送         |
| 近畿広域圏 | 朝日放送         | 2007年10月2日 - 2008年2月25日  | 毎週火曜 26時26分 - 27時20分                                           | テレビ朝日系列 |
| 中京広域圏 | 名古屋テレビ     | 2007年10月11日 - 2008年3月6日  | 毎週木曜 25時50分 - 26時40分                                           | テレビ朝日系列 |
| 広島県     | 広島ホームテレビ | 2007年10月21日 - 2008年3月9日  | 毎週日曜 24時40分 - 25時35分 （1月6日〜25時00分 - 25時55分）           | テレビ朝日系列 |
| 静岡県     | 静岡朝日テレビ   | 2007年11月16日 - 2008年5月16日 | 毎週金曜 25時50分 - 26時50分                                           | テレビ朝日系列 |
| 神奈川県   | テレビ神奈川     | 2007年11月22日 - 2008年4月24日 | 毎週木曜 15時00分 - 15時55分                                           | 独立UHF局      |
| 埼玉県     | テレビ埼玉       | 2007年12月26日 - 2008年5月3日  | 毎週水曜 19時00分 - 19時55分 （4月12日〜毎週土曜 19時00分 - 20時55分） | 独立UHF局      |
| 兵庫県     | サンテレビ       | 2009年8月24日 - 9月18日        | 月〜金曜 11時00分 - 11時54分                                           | 独立UHF局      |
| 熊本県     | 熊本朝日放送     | 2010年2月13日 - 7月3日         | 毎週土曜 25時10分 - 26時05分                                           | テレビ朝日系列 |
| 千葉県     | 千葉テレビ       | 2011年5月5日 -                 | 毎週木曜 20時00分 - 20時55分                                           | 独立UHF局      |

## 集英社VOMIC
2008年2月から集英社ヴォイスコミックステーションサイト「VOMIC」で配信中。全4回。
なお、2000年に発売されたドラマCDについても紹介する。

### キャスト
- 斉藤茅乃 - 小野涼子（ドラマCD版：川上とも子）
- 江戸川猛 - 鈴木達央（ドラマCD版：緑川光）
- 上条優一 - 小野大輔（ドラマCD版：高木渉）
- 春川恭子 - 田中晶子（ドラマCD版：根谷美智子）
- 渡辺菜都香 - 中根久美子（ドラマCD版：川崎恵理子）
- 魚住陽平 - 熊田裕成（ドラマCD版：阪口大助）
- 斉藤時子 - 加納千秋（ドラマCD版：井上喜久子）
- 戸葉一郎 - 金野潤（ドラマCD版：岡野浩介）
- 山本順一 - 細谷佳正（ドラマCD版：笹沼晃）
- 鈴木雅行 - 箭内仁
- 神埼真 - 河田吉正（ドラマCD版：飯田浩志）
- 早見裕 - 佐藤拓也
- 教師 - 吉開清人
- リカ - 矢島和葉（ドラマCD版：冬馬由美）
- 理事長 - 長島真祐（ドラマCD版：大林隆之介）